# Amand-Joseph Fava
Amand-Joseph Fava fue un obispo francés, nacido el 11 de febrero de 1826 en Evin-Malmaison (Pas-de-Calais) y fallecido el 17 de octubre de 1899.

## Biografía
Fue nombrado obispo de la Martinica de 1871 a 1875. Sería nombrado obispo de Grenoble de 1875 a 1899. Es conocido por sus libros, sus artículos y su propaganda antimasónica.

### Panfletos
- Lettre pastorale de Monseigneur l'évêque de Grenoble : à son clergé et aux fidèles de son diocèse ... sur l'apostasie maçonnique, Grenoble : Baratier et Dardelet, 1885. 23 p.

### Libros
- La Franc-Maçonnerie, Paris, 1880.
- Croisade réparatrice des francs-catholiques, 1881.
- Discours sur le secret de la Franc-Maçonnerie, 1882.
- Le Secret de la Franc-Maçonnerie, Lille, 1883.
- Appel aux catholiques français et aux catholiques des diverses nations, 1896.

### Sobre Amand-Joseph Fava
- L'existence des loges de femmes affirmée par Mgr Fava évêque de Grenoble et par Léo Taxil; recherches a ce sujet et réponse a M. Aug. Vacquerie, rédacteur du Rappel, por Adolphe Ricoux. Paris : Téqui, [1891?] 104 p.